# Китайська православна церква
Кита́йська правосла́вна це́рква (кит. трад. 中華東正教會, спр. 中华东正教会, піньїнь: Zhōnghuá Dōngzhèngjiàohuì, акад. Чжунхуа Дунчженцзяохуей; рос. Китайская православная церковь; також Правосла́вна це́рква Кита́ю) — автономна східно-православна церква в складі Московського патріархату з юрисдикцією на території Китайською Народної Республіки. Використовує у своїй літургії візантійський обряд, новомосковський ізвод церковнослов'янської, китайську мови, юліанський календар, вона є частиною Східного християнства.
Утворена в 1956 році рішенням Священного синоду Московського патріархату. У кінці 1960-х років практично припинила своє видиме існування і де-факто не відновлена до цього часу і не має реєстрації на рівні загальнодержавного релігійного установи в силу нечисленности і розрізнености, хоча Московський патріархат продовжує вважати її такою, що існує.
Станом на 2021 рік існують тільки 4 легально діючих парафій Китайської православної церкви: в Харбіні, Лабардині, Їніні, Урумчі. Єдиний на даний момент священик Китайської православної церкви ієрей Олександр Юй — служить в Харбіні. Існує офіційний діалог між Московським патріархатом та Управлінням у справах релігії КНР з метою нормалізації становища Китайської православної церкви. З 2011 року церква Миколи Чудотворця в Голутвині в Москві має статус подвір'я Китайської православної церкви.
Православні священики з Росії здійснюють богослужіння для російських громадян на території дипломатичних представництв Російської Федерації в Пекіні і Шанхаї. Відновлена діяльність приходу в Гонконзі, в Шеньчжені, Гуанчжоу, Даляні відбуваються православні богослужіння, доступні для іноземних громадян. Однак ці парафії офіційно не є частиною Китайської православної церкви.
Як писала «Независимая газета» в січні 2020 року, «часто богослужіння відбуваються на квартирах, що порушує китайське законодавство. Церковні ж будівлі російської духовної місії, незважаючи на розпочатий в 1980-х роках процес реституції, знаходяться у власності КНР. Заявляти на них права нікому, так як капці на національному рівні не представлена. У даний час вона існує тільки "канонічно", тобто, за словами священика Діонісія Голубєва, "в розумових побудовах"». Як відзначав співробітник ВЗЦЗ Дмитро Петровський у 2021 році: «в Китаї немає зараз православної релігійної організації (ні загальнокитайської, ні регіональної), процес відновлення юридичного статусу КАПЦ йде вкрай повільно. Але сподіваємося, що з часом це станеться. <...> Для забезпечення духовних потреб наших співвітчизників ми не відкриваємо відмінних від КАПЦ структур в Китаї, а очікуємо, що в результаті планомірного діалогу з владою Китаю ми досягнемо найбільш значних результатів, ніж зараз».

## Історія
Сучасна історія православ'я в Китаї почалася в кінці XVII століття, коли полонені у 1684 році китайською армією козаки фортеці Албазин на чолі зі священиком Максимом Леонтьєвим були відвезені в Пекін і заснували там російську громаду і духовну місію.
Російська духовна місія що дііяла з XVII століття в Пекіні  відігравала важливу роль у встановленні і підтримці російсько-китайських відносин, була центром наукового вивчення Китаю і підготовки перших російських синологов. Через відсутність дипломатичних відносин між обома державами служителі місії протягом тривалого часу були неофіційними представниками російського уряду в Китаї.
На початку XX століття в Китаї почалося будівництво нових православних храмів: в 1900 році в Харбіні був освячений Нікольський собор, побудований з дерева в стилі російських шатрових церков; були закладені церкви при станціях КВЖД (серед яких однією з перших була побудована в 1901 році Сергіївська церква в Імяньпо); придбаний ділянку і розпочато будівництво подвір'я місії з Благовіщенському храмом в Харбіні.
Боксерське повстання 1900 року, розгромивши будівлі Пекінської Місії і фізично знищило 222 православних китайця, завдало нищівного удару в справі проповіді Православ'я в Китаї.
Проте в 1900 році в Харбіні було відкрито Благовіщенське подвір'я, а починаючи з 1902 року діяльність Пекінської духовної місії була не тільки відновлена, але і отримала додатковий розвиток - Начальник Місії архімандрит Інокентій (Фигуровский) був хіротонізований на єпископа, посилені матеріальні кошти, що виділяються на Місію.
Складним і разом з тим плідним став період після 1917 року, коли з Росії в Китай прийшли сотні тисяч православних біженців, які знайшли притулок в Китаї. До 1949 року в Китаї було побудовано до 106 православних храмів. Після «результату» російських віруючих з Китаю в 1949 році в країні залишалося більше 10 000 православних християн.
Зважаючи на політичні обставини, в 1954 році Російська Духовна Місія в Китаї була скасована. У її керуванні були понад 100 храмів і молитовних будинків; все її майно було передано Китайській Народній Республіці та посольству СРСР. Бейгуань (Північне подвір'я), де знаходилося три храми, жіночий монастир, велика частина будівель, і до складу якої входив історична ділянка землі, вперше відведений в Пекіні для потреб православної місії в 1985 році, відійшов посольству СРСР. Головний храм Місії в честь Усіх святих мучеників, поблизу якого були поховані начальники Місії і в якому покоїлися мощі китайських мучеників і тіла членів Імператорської сім'ї, розстріляних в Алапаєвську, був зруйнований, нарузі були піддані й інші храми. Храми поза територією посольства старіли і зносилися.

### Автономія

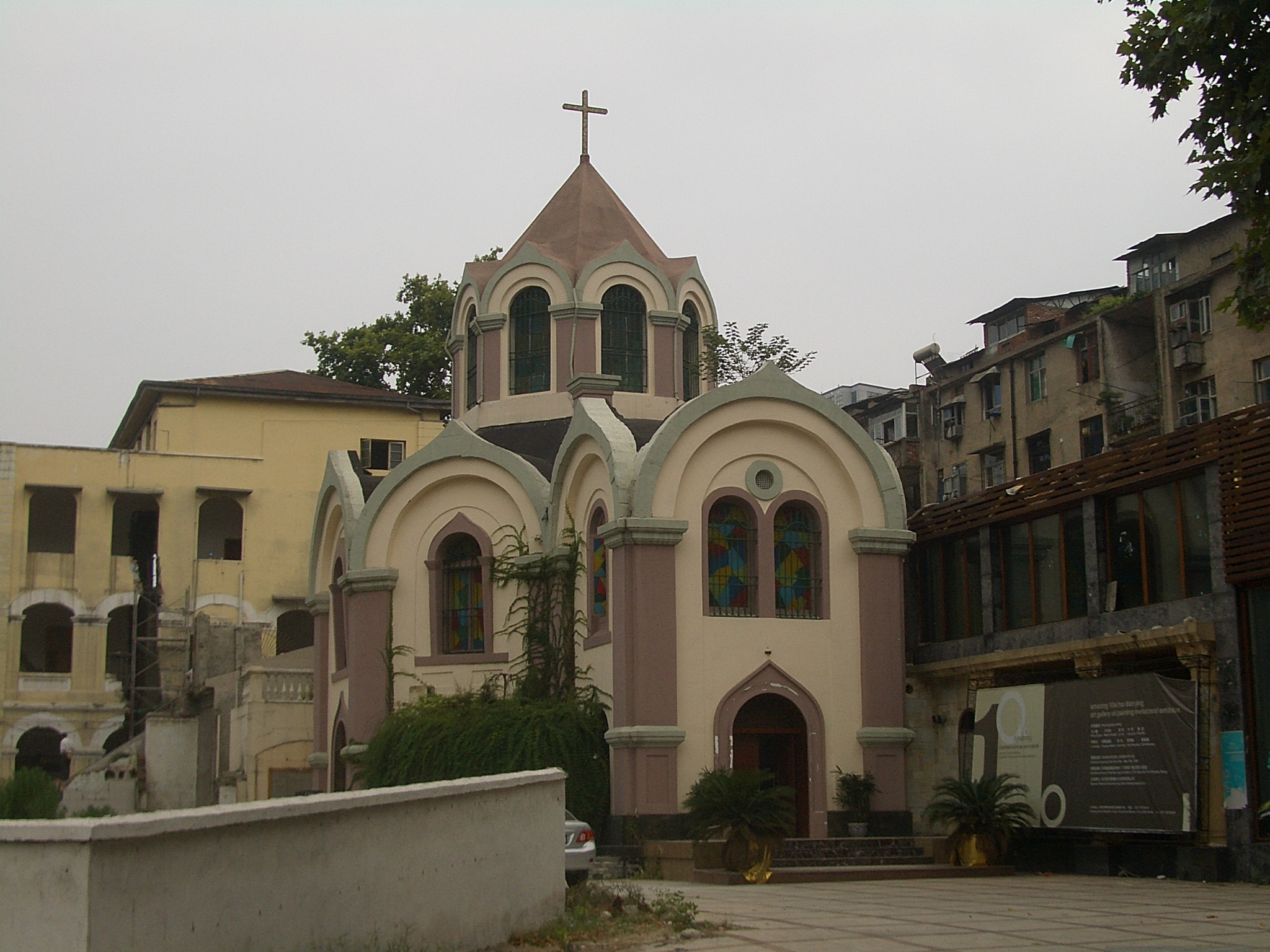
Колишня православна церква в Ухані

24 квітня 1956 року начальник Відділу культів при Держраді КНР Хе Ченсян дав дозвіл на призначення архімандрита Василія (Шуана) єпископом Пекінським, який повинен був також тимчасово виконувати обов'язки глави Китайської Православної Церкви.
23 листопада 1956 року Священний Синод РПЦ ухвалив рішення про дарування Православної Церкви в Китаї автономії і хіротонії на єпископа Пекінського архімандрита Василія (Шуана). Останній був висвячений на єпископа Пекінського 30 травня 1957 року в Москві.
Після смерті єпископа Пекінського і Китайського Василя (Шуана) (1962) і єпископа Шанхайського Симеона (Ду) (1965) Китайська Православна Церква позбулася єпископської ієрархії.
«Культурна революція» 1966-1976 рр. зруйнувала Китайську Автономну Православну Церкву. Були закриті всі православні храми, багато з них були зруйновані, багато священиків зазнали гоніння, заслання, деякі були вбиті. Осквернялись мощі та ікони. До смерті Мао Цзедуна в КНР не можна було гласно згадувати про Православ'я — в ці роки «культурної революції» Церква зберігалася в серцях небагатьох православних християн. Богослужіння на території Китаю не здійснювалися більше 20 років.
Православ'я в Китаї почало відроджуватися в середині 1980-х років. В 1986 році була відкрита для богослужіння Покровська церква в Харбіні, де служив єдиний православний священик-китаєць, що отримав державну реєстрацію — протоієрей Григорій Чжу.
31 січня 1994 року набрало чинності Положення про регулювання релігійної діяльності іноземних громадян на території КНР, що дозволяє іноземним священнослужителям здійснювати богослужіння на запрошення китайських релігійних організацій при згоді Управління у справах релігії при Держраді КНР.
У 1996 році Григорій Чжу отримав антимінси і миро від Московської Патріархії і використовував їх при богослужінні до своєї смерті в 2000 році.
Багаторазові спроби священика Михайла Лі домогтися дозволу звершувати богослужіння не увінчалися успіхом, внаслідок чого в травні 1999 року за запрошення архієпископа Іларіона (Капрала) емігрував в Австралію, де 28 червня того ж року очолив Російсько-Китайську православну місію в Австралії в юрисдикції Російської Православної Церкви закордоном.
У вересні 2000 року в Харбіні помер настоятель Покровського храму міста Харбіна отець Григорій Чжу, єдиний православний священик, що офіційно служив у той час в Китаї.
У грудні 2000 року співробітник ВЗЦЗ священик Діонісій Поздняєв, дізнавшись про те, що нащадки російських переселенців в Трьохріччі зберегли православну віру, здійснив поїзку в Лабдарін, де виявив побудований у 1990-1999 роки кам'яний православний храм. У зв'язку з цим, 27 грудня 2000 року Священний синод Російської православної церкви постановив «Тимчасове архіпастирське піклування про паству Китайської Автономної Православної Церкви, що проживає в Автономному Районі Внутрішня Монголія Китайської Народної Республіки, покласти на єпископа Читинського і Забайкальського Євстафія в координації з Відділом зовнішніх церковних зв'язків Московського Патріархату».
16 грудня 2003 року в Пекіні помер протоієрей Олександр Ду.
У 2003-2004 роки протоієрей Діонісій Поздняев відродив парафію на честь апостолів Петра і Павла в Гонконгу, яку було офіційно відновлено 6 жовтня 2008 року рішенням Священного Синоду.
1 березня 2005 року вступили в силу нові «Положення про релігійні справи», які розширили релігійні свободи китайських громадян
Священний Синод Константинопольської Церкви у 2008 році оголосив Китай територією своєї Гонконзької митрополії, включивши також до її складу ряд країн Південно-Східної Азії, що викликало протест з боку Російської православної церкви.
30 серпня 2009 року був освячений храм на честь святителя Інокентія Іркутського в місті Лабудалинь (Лабдарин) — центрі повіту Аргунь-Юци міського округу Хулун-Буір на північному сході автономного району Внутрішня Монголія; освячення звершив шанхайський священик Михаїл Ван у співслужінні настоятеля парафії святих первоверховних апостолів Петра і Павла в Гонконгу протоієрея Діонісія Поздняева.
Відкрито також Храм преподобного Сергія Радонезького в місті Шеньчжень (провінція Гуандун).
13 жовтня 2009 року єпископом Егорьевским Марком (Головковим) був освячений Успенський храм, відновлений на території Посольства Росії в Пекіні. На другому поверсі відновленого храму були створені музей Місії в Пекіні і бібліотека православної громади Успенського храму.
Указом Патріарха Московського і всієї Русі Кирила від 7 лютого 2011 року на базі московського храму святителя Миколая в Голутвині було засновано Китайське Патріарше подвір'я, настоятелем якого призначений протоієрей Ігор Зуєв.
10-15 травня 2013 року вперше відбувся візит Патріарха Московського і всієї Русі Кирила в межі Китайської православної церкви. В ході візиту Патріарх Кирил зустрівся з Головою Китайської Народної Республіки Сі Цзіньпіном та іншими державними діячами КНР, звершив богослужіння в Пекіні, Харбіні та Шанхаї зустрічався з китайськими православними віруючими, 12 травня в Пекіні, презентував свою книгу «Свобода і відповідальність» китайською мовою.

## Організація та структура

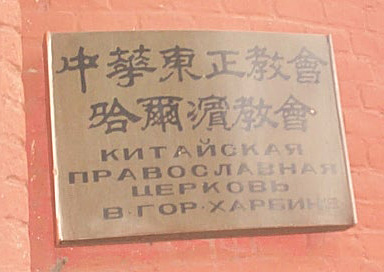
Таблиця церкви Покрови Пресвятої Богородиці в Харбіні

### Єпархії
В даний час на території Церкви немає ні одного єпископа і критично не вистачає священиків.
Православ'я визнано як релігія російської національної меншини в спеціальних автономних районах Сіньцзян і Внутрішня Монголія, провінції Хейлунцзян.

### Предстоятелі
- Василь (Шуан) (30 травня 1957 — 3 січня 1962), єпископ Пекінський і Китайський
- Симеон (Ду) (січень 1962 — 3 березня 1965) єпископ Шанхайський
- Алексій II (17 лютого 1997 — 5 грудня 2008) в/в, патріарх Московський і всієї Росії
- Кирило (патріарх Московський) (з 6 грудня 2008) в/в, патріарх Московський і всієї Росії